# Rządowa Fabryka Machin na Solcu
Rządowa Fabryka Machin na Solcu – fabryka została założona w 1825 w Warszawie. Zakład powstał w 1825 roku staraniem księcia Lubeckiego, ówczesnego ministra przychodów i skarbu. Po początkowym okresie rozwoju w latach 1830–1833 zakład nie funkcjonował. Ponownie uruchomiony w 1834 roku, kiedy przeszedł pod zarząd Banku Polskiego. Do prowadzenia zakładu Bank Polski sprowadził specjalistów z Anglii. Byli to inżynierowie John Perks i William Whitmore Perks, ojciec i syn. Prowadzili oni Fabrykę w latach 1834–1839 pod firmą „Perks, Whitmore Perks et Comp”. Umowa z Perksami została rozwiązana w 1839 roku. W tym samym roku fabrykę nabył John Cockerill. 24 września 1840 roku zarząd fabryki objął Wilhelm Rau. W 1842 roku w fabryce wprowadzono oświetlenie gazowe. W latach późniejszych fabryką zarządzał Stanisław Lilpop w spółce z Bazylim Zakrzewskim. Spółka została rozwiązana dnia 1 października 1848, jedynym właścicielem pozostał Lilpop. W 1854 zakład przeszedł pod administrację wydziału górnictwa, a od 1856 roku na własność skarbu. W 1868 roku zakład został wykupiony przez spółkę „Lilpop Rau i Loewenstein”.